# Froukje de Both
Pour les articles homonymes, voir de Both.
Froukje de Both, née le 20 avril 1972 à Amsterdam,, est une actrice, doubleuse, animatrice de télévision, de radio, disc jockey et chanteuse néerlandaise.

## Filmographie

### Cinéma
- 2001 : Soul Assassin (nl) : L'employé de banque
- 2003 : Pista! (nl) : Agneta
- 2008 : Kung Fu Panda : La vipère

### Téléfilms
- 1997 : Goede tijden, slechte tijden : Veronique Bussemaker
- 1997-2001 : Goudkust (nl) : Mariëtte Zoomers
- 2001-2004 : Costa! (nl) : Agneta
- 2004-2005 : Missie Warmoesstraat (nl) : Suzanne Kaufman

## Animation

### Télévision
- 2000 : Blind Matchsur NET 5 : Présentatrice
- 2003 : Starstrippers sur Yorin : Présentatrice
- 2003-2004 : Loods 7 sur Yorin : Présentatrice
- 2005 : Thuis sur Talpa : Présentatrice
- 2006 : The best of Boobytrap sur RTL 5 : Présentatrice
- 2007-2008 : RTL GP (nl) Formule 1 sur RTL 7 : Présentatrice
- 2007 : Wie wordt de man van Froukje? (nl) sur RTL 4 : Présentatrice
- 2007-2013 : TV Makelaar (nl) sur RTL 4 : Présentatrice
- 2008 : Nederland Vertrekt (nl) sur RTL 4 : Présentatrice
- 2009-2012 : Ik kom bij je eten (nl) sur RTL 4 : Présentatrice
- 2010-2011 : 10 jaar jonger in 10 dagen (nl) sur RTL 4 : Présentatrice
- 2012 : Love in the Wild (nl) sur RTL 5 : Présentatrice
- 2012-2015 : RTL Boulevard (nl) sur RTL 4 : Présentatrice
- 2012-2018 : RTL Boulevard (nl) sur RTL 4 : Présentatrice
- 2014-2015 : De Grote Improvisatieshow (nl) sur RTL 4 : Présentatrice
- 2014-2017 : RTL Woonmagazine (nl) sur RTL 4 : Présentatrice (co-animé avec Nicolette van Dam)
- 2015-2017 : TV Makelaar: Mission Impossible sur RTL 4 : Présentatrice
- 2015 : Wie doet de afwas? sur RTL 4 : Présentatrice
- 2015-2016 : Eigen Huis & Tuin (nl) sur RTL 4 : Présentatrice
- 2015 : Extreem Jaloers sur RTL 4 : Présentatrice
- 2016 : Gênante Tanden sur RTL 4 : Présentatrice
- 2017 : Het beste voor je kind sur RTL 4 : Présentatrice
- 2017 : Ben Ik Te Min? sur RTL 4 : Présentatrice

### Radio
- 2002-2011 : Niels & Froukje (nl)
- 2011 : De Vrijdagavond van Froukje
- 2011-2012 : Friday Night Live (nl)

## Discographie

### Comédie musicale
- 2004-2005 : Love me just a little bit more : Melanie